# ゴルディコヴァ
ゴルディコヴァ (Goldikova) は、フランスの競走馬である。マイル路線で活躍し、2008年 - 2010年のブリーダーズカップ・マイル3連覇など、ヨーロッパのG1競走最多勝利となる14勝を挙げている。

## 経歴

### 2007年
2007年9月にデビューしデビュー戦で勝利。続く一般レースでも勝利し2戦2勝で2歳シーズンを終える。

### 2008年
2008年、3歳になったゴルディコヴァは一般レースで復帰し、クビ差の2着と惜敗するも、フランスクラシック戦線の有力牝馬の一角としてみなされるようになる。しかし、プール・デッセ・デ・プーリッシュ、ディアヌ賞はザルカヴァに完敗してしまう。しかし、ザルカヴァはヴェルメイユ賞も勝利してフランス牝馬三冠を達成し、さらに凱旋門賞をも制覇した名牝で、相手が悪かったとの見方が後にされるようになる。
その後ザルカヴァと別のマイル路線に進むことにした陣営は、G3のクロエ賞から出直し勝利。するとロートシルト賞、ムーラン・ド・ロンシャン賞をともにダルジナを破って勝利。その後アメリカに遠征し、ブリーダーズカップ・マイルも勝利した。

### 2009年
2009年、4歳緒戦で距離が伸びたイスパーン賞では見せ場がなく7着に敗れたが、マイルに戻ったファルマスステークスでは1番人気に応え、G1競走4勝目を挙げた。ロートシルト賞ではこの年のプール・デッセ・デ・プーリッシュ馬イルーシヴウェーヴに1馬身1/2差をつけ勝利、同競走を連覇した。続いて出走したジャック・ル・マロワ賞では後続に同競走史上最長となる6馬身差をつけ1:33.5のレースレコードで勝利した。そして、10月のフォレ賞では圧倒的1番人気に支持されたが、ハイペースとなったため失速し伏兵ヴァレナーらにかわされ3着に敗れた。その後アメリカに遠征し、目標であったブリーダーズカップ・マイルに勝利。ミエスク、ルアー以来の連覇を果たした。この年、カルティエ賞では最優秀古馬に、エクリプス賞では最優秀芝牝馬に選ばれた。

### 2010年
2010年、5歳となり緒戦は前年同様イスパーン賞から始動、レースではバイワードに半馬身差つけ快勝、前年の雪辱を果たすと共にG1競走8勝目を挙げた。続くクイーンアンステークスは早めに先頭に立ち、外から追い込むパコボーイをクビ差凌いで9つ目のG1を制した。そして、8月のロートシルト賞を3番手追走からムチを入れる事なく楽に抜け出して3連覇するとともにG1競走10勝目を挙げた。しかし、2頭のラビットを用意し、断然人気で連覇を目指したジャック・ル・マロワ賞では好位から抜け出すも後続を突き放せず、マクフィに差されて2着に敗れた。昨年同様にブリーダーズカップ・マイルのステップレースとして出走したフォレ賞では、好スタートから抑え切れない勢いで逃げる形になる。直線でリーガルパレードのロングスパートに遭うが落ち着いて追走して残り1ハロンで再び先頭に立ち、パコボーイ、ディックターピンの追撃を抑えて勝利。ミエスクを抜いて、ヨーロッパにおける最多勝利の新記録となる、G1競走11勝目を挙げた。3連覇のかかったブリーダーズカップ・マイルでは、スタート直後行きたがる素振りを見せるも、コーナーリングを利用して中団に落ち着かせて追走。直線に入ってスパートをかけ、残り1ハロンで先頭に立ち、そのままジオポンティ以下を抑えて優勝。ブリーダーズカップ・ワールド・サラブレッド・チャンピオンシップの全施行競走を通じても初となる、同一競走3連覇を達成した。翌週、陣営はブリーダーズカップ・マイル4連覇を目標に現役を続行させることを表明する。この年の活躍が認められ、カルティエ賞年度代表馬および最優秀古馬に、エクリプス賞最優秀芝牝馬に選出される。

### 2011年
2011年、緒戦のイスパーン賞ではシリュスデゼーグルにクビ差ながらも勝利し、連覇を果たした。しかし続くクイーンアンステークスでは英愛のマイルG1を4連勝中だったキャンフォードクリフスのマークを振りきれず1馬身差で敗れる。ロートシルト賞では2番手追走から早めに抜け出し、サプレザの追い込みを抑えて同競走の4連覇を達成した。ジャック・ル・マロワ賞では後方追走から馬群内側に進路を取るが、外から追い込んできたイモータルヴァースに抜かれて2着。連覇のかかったフォレ賞ではドリームアヘッドのアタマ差の2着に敗れた。その後アメリカに遠征し、史上初の4連覇がかかったブリーダーズカップ・マイルに出走したが3着に敗れ、快挙はならなかった。そのレースを最後に引退し、クールモアスタッドで繁殖牝馬入りする。

### 競走成績
| 競走日     | 競馬場             | 競走名                           | 格 | 距離    | 着順 | 騎手     | 着差       | 1着馬（2着馬）      |
| ---------- | ------------------ | -------------------------------- | -- | ------- | ---- | -------- | ---------- | ------------------- |
| 2007.09.17 | シャンティイ       | トートヴォワ賞                   |    | 芝1600m | 1着  | O.ペリエ | 4馬身      | (Perfect Hand)      |
| 0000.10.08 | シャンティイ       | ロリー賞                         |    | 芝1600m | 1着  | O.ペリエ | 2馬身      | (Seal Bay)          |
| 2008.04.03 | ロンシャン         | ルーヴル賞                       |    | 芝1600m | 2着  | O.ペリエ | クビ       | Azabara             |
| 0000.05.11 | ロンシャン         | プール・デッセ・デ・プーリッシュ | G1 | 芝1600m | 2着  | O.ペリエ | 2馬身      | Zarkava             |
| 0000.06.08 | シャンティイ       | ディアヌ賞                       | G1 | 芝2100m | 3着  | O.ペリエ | 4 1/2馬身  | Zarkava             |
| 0000.07.06 | メゾンラフィット   | クロエ賞                         | G3 | 芝1600m | 1着  | O.ペリエ | 3馬身      | (Top Toss)          |
| 0000.08.03 | ドーヴィル         | ロートシルト賞                   | G1 | 芝1600m | 1着  | O.ペリエ | 1/2馬身    | (Darjina)           |
| 0000.09.07 | ロンシャン         | ムーラン・ド・ロンシャン賞       | G1 | 芝1600m | 1着  | O.ペリエ | 1/2馬身    | (Darjina)           |
| 0000.10.25 | サンタアニタパーク | BCマイル                         | G1 | 芝8f    | 1着  | O.ペリエ | 1 1/4馬身  | (Kip Deville)       |
| 2009.05.17 | ロンシャン         | イスパーン賞                     | G1 | 芝1850m | 7着  | O.ペリエ | 10 1/2馬身 | Never on Sunday     |
| 0000.07.08 | ニューマーケット   | ファルマスS                      | G1 | 芝8f    | 1着  | O.ペリエ | 1/2馬身    | (Heaven Sent)       |
| 0000.08.02 | ドーヴィル         | ロートシルト賞                   | G1 | 芝1600m | 1着  | O.ペリエ | 1 1/2馬身  | (Elusive Wave)      |
| 0000.08.16 | ドーヴィル         | ジャック・ル・マロワ賞           | G1 | 芝1600m | 1着  | O.ペリエ | 6馬身      | (Aqlaam)            |
| 0000.10.03 | ロンシャン         | フォレ賞                         | G1 | 芝1400m | 3着  | O.ペリエ | 1/2馬身    | Varener             |
| 0000.11.07 | サンタアニタパーク | BCマイル                         | G1 | 芝8f    | 1着  | O.ペリエ | 1/2馬身    | (Courageous Cat)    |
| 2010.05.23 | ロンシャン         | イスパーン賞                     | G1 | 芝1850m | 1着  | O.ペリエ | 1/2馬身    | (Byword)            |
| 0000.06.15 | アスコット         | クイーンアンS                    | G1 | 芝8f    | 1着  | O.ペリエ | クビ       | (Paco Boy)          |
| 0000.08.01 | ドーヴィル         | ロートシルト賞                   | G1 | 芝1600m | 1着  | O.ペリエ | 3馬身      | (Music Show)        |
| 0000.08.15 | ドーヴィル         | ジャック・ル・マロワ賞           | G1 | 芝1600m | 2着  | O.ペリエ | 2 1/2馬身  | Makfi               |
| 0000.10.03 | ロンシャン         | フォレ賞                         | G1 | 芝1400m | 1着  | O.ペリエ | 1/2馬身    | (Paco Boy)          |
| 0000.11.06 | チャーチルダウンズ | BCマイル                         | G1 | 芝8f    | 1着  | O.ペリエ | 1 3/4馬身  | (Gio Ponti)         |
| 2011.05.22 | ロンシャン         | イスパーン賞                     | G1 | 芝1850m | 1着  | O.ペリエ | クビ       | (Cirrus des Aigles) |
| 0000.06.14 | アスコット         | クイーンアンS                    | G1 | 芝8f    | 2着  | O.ペリエ | 1馬身      | Canford Cliffs      |
| 0000.07.31 | ドーヴィル         | ロートシルト賞                   | G1 | 芝1600m | 1着  | O.ペリエ | 短クビ     | (Sahpresa)          |
| 0000.08.15 | ドーヴィル         | ジャック・ル・マロワ賞           | G1 | 芝1600m | 2着  | O.ペリエ | 1馬身      | Immortal Verse      |
| 0000.10.02 | ロンシャン         | フォレ賞                         | G1 | 芝1400m | 2着  | O.ペリエ | アタマ     | Dream Ahead         |
| 0000.11.05 | チャーチルダウンズ | BCマイル                         | G1 | 芝8f    | 3着  | O.ペリエ | 1馬身      | Court Vision        |

## エピソード
ジャック・ル・マロワ賞勝利後、管理するヘッド調教師は「ゴルディコヴァの方が（自身が手綱を取った）ミエスクより上」と評価した。また、ワールド・サラブレッド・ランキングはこのレースの走りに対し、ザルカヴァの凱旋門賞のレーティング128ポンドを上回る、現在の評価方法が採用されて以降最高の130ポンドの評価を与えた。

## 血統表
| ゴルディコヴァの血統            | ゴルディコヴァの血統                                                | ゴルディコヴァの血統                                                | （血統表の出典）                                                    | （血統表の出典） |
| 父系                            | ダンジグ系                                                          | ダンジグ系                                                          | ダンジグ系                                                          |                  |
| 父 Anabaa 1992 鹿毛 アメリカ    | 父の父Danzig 1977 鹿毛 アメリカ                                     | Northern Dancer                                                     | Nearctic                                                            | Nearctic         |
| 父 Anabaa 1992 鹿毛 アメリカ    | 父の父Danzig 1977 鹿毛 アメリカ                                     | Northern Dancer                                                     | Natalma                                                             |                  |
| 父 Anabaa 1992 鹿毛 アメリカ    | 父の父Danzig 1977 鹿毛 アメリカ                                     | Pas De Nom                                                          | Admirals Voyage                                                     | Admirals Voyage  |
| 父 Anabaa 1992 鹿毛 アメリカ    | 父の父Danzig 1977 鹿毛 アメリカ                                     | Pas De Nom                                                          | Petitioner                                                          |                  |
| 父 Anabaa 1992 鹿毛 アメリカ    | 父の母Balbonella 1984 鹿毛 フランス                                 | Gay Mecene                                                          | Vaguely Noble                                                       | Vaguely Noble    |
| 父 Anabaa 1992 鹿毛 アメリカ    | 父の母Balbonella 1984 鹿毛 フランス                                 | Gay Mecene                                                          | Gay Missile                                                         |                  |
| 父 Anabaa 1992 鹿毛 アメリカ    | 父の母Balbonella 1984 鹿毛 フランス                                 | Bamieres                                                            | Riverman                                                            | Riverman         |
| 父 Anabaa 1992 鹿毛 アメリカ    | 父の母Balbonella 1984 鹿毛 フランス                                 | Bamieres                                                            | Bergamasque                                                         |                  |
| 母 Born Gold 1991 栗毛 アメリカ | 母の父Blushing Groom 1974 栗毛 フランス                             | Red God                                                             | Nasrullah                                                           | Nasrullah        |
| 母 Born Gold 1991 栗毛 アメリカ | 母の父Blushing Groom 1974 栗毛 フランス                             | Red God                                                             | Spring Run                                                          |                  |
| 母 Born Gold 1991 栗毛 アメリカ | 母の父Blushing Groom 1974 栗毛 フランス                             | Runaway Bride                                                       | Wild Risk                                                           | Wild Risk        |
| 母 Born Gold 1991 栗毛 アメリカ | 母の父Blushing Groom 1974 栗毛 フランス                             | Runaway Bride                                                       | Aimee                                                               |                  |
| 母 Born Gold 1991 栗毛 アメリカ | 母の母Riviere d'Or 1985 鹿毛 アメリカ                               | Lyphard                                                             | Northern Dancer                                                     | Northern Dancer  |
| 母 Born Gold 1991 栗毛 アメリカ | 母の母Riviere d'Or 1985 鹿毛 アメリカ                               | Lyphard                                                             | Goofed                                                              |                  |
| 母 Born Gold 1991 栗毛 アメリカ | 母の母Riviere d'Or 1985 鹿毛 アメリカ                               | Gold River                                                          | Riverman                                                            | Riverman         |
| 母 Born Gold 1991 栗毛 アメリカ | 母の母Riviere d'Or 1985 鹿毛 アメリカ                               | Gold River                                                          | Glaneuse                                                            |                  |
| 母系(F-No.)                     | (FN:22-d)                                                           | (FN:22-d)                                                           | (FN:22-d)                                                           |                  |
| 5代内の近親交配                 | Northern Dancer 3x4=18.75%、 Riverman 4x4=12.50%、 Nearco 5x5=6.25% | Northern Dancer 3x4=18.75%、 Riverman 4x4=12.50%、 Nearco 5x5=6.25% | Northern Dancer 3x4=18.75%、 Riverman 4x4=12.50%、 Nearco 5x5=6.25% |                  |

- 半妹Galikova（父Galileo）はヴェルメイユ賞など重賞3勝、ディアヌ賞2着。
- 伯父（母の全兄）のGold Splashはコロネーションステークスなど重賞2勝。
- 曾祖母Gold Riverはヘッド調教師の父アレック・ヘッド元調教師に管理され、1981年の凱旋門賞に勝利している。また、その仔シェルシュールドールは本邦輸入種牡馬。
- 4代母Glaneuseは伊ジョッキークラブ大賞などに勝利している。
- 8代母Infra Redは1939年のプリンセスエリザベスステークス勝ち馬。